# Canton de Pompey
Le canton de Pompey est une ancienne division administrative française qui était située dans le département de Meurthe-et-Moselle.

## Géographie
Ce canton est organisé autour de Pompey dans l'arrondissement de Nancy. Son altitude varie de 185 m (Pompey) à 367 m (Frouard) pour une altitude moyenne de 226 m.
Deux rivières traversent le canton :
- La Moselle : c'est la principale des deux. Elle passe d'abord entre Pompey et Frouard, et pour finir, elle passe à Marbache.
- La Meurthe : Elle passe à Maxéville, Champigneulles, Frouard, et se jette dans la Moselle à Pompey.

## Histoire
Canton créé en 1973 (décret du 2 août 1973) - Division des cantons de Nancy.

## Administration
| Période | Période | Identité                | Étiquette | Qualité                                                                        |
| ------- | ------- | ----------------------- | --------- | ------------------------------------------------------------------------------ |
| 1973    | 1976    | Gérard Thirion          | DVG       | Maire de Laxou                                                                 |
| 1976    | 1982    | Michel Antoine          | PCF       | Maire de Frouard (1965-1984)                                                   |
| 1982    | 1988    | Antoine (Tony) Trogrlic | PS        | Militant CFDT                                                                  |
| 1988    | 1994    | Jacques Chérèque        | PS        | Conseiller régional Ministre délégué (1988-1991)                               |
| 1994    | 2015    | Jean-Marie Ulrich       | PS        | Maire de Champigneulles (1989-2001) Vice-Président du Conseil Général[Quand ?] |

## Composition
Le canton de Pompey groupe 6 communes et compte 31 462 habitants (recensement de 2010, population municipale).
| Communes       | Population (2012) | Code postal | Code Insee |
| -------------- | ----------------- | ----------- | ---------- |
| Champigneulles | 6 920             | 54250       | 54115      |
| Frouard        | 6 693             | 54390       | 54215      |
| Marbache       | 1 776             | 54820       | 54351      |
| Maxéville      | 9 561             | 54320       | 54357      |
| Pompey         | 4 993             | 54340       | 54430      |
| Saizerais      | 1 519             | 54380       | 54490      |

## Démographie
| 1962   | 1968   | 1975   | 1982   | 1990   | 1999   | 2009   |
| ------ | ------ | ------ | ------ | ------ | ------ | ------ |
| 24 895 | 28 001 | 31 548 | 33 001 | 31 662 | 31 337 | 30 573 |